# Begonia rigida
Begonia rigida là một loài thực vật có hoa trong họ Thu hải đường. Loài này được (Klotzsch) Regel ex A.DC. mô tả khoa học đầu tiên năm 1864.